# Mount Croghan
Mount Croghan és una població dels Estats Units a l'estat de Carolina del Sud. Segons el cens del 2000 tenia 155 habitants.

## Demografia
Segons el cens del 2000, Mount Croghan tenia 155 habitants, 66 habitatges i 46 famílies. La densitat de població era de 78,7 habitants/km².
Dels 66 habitatges en un 30,3% hi vivien nens de menys de 18 anys, en un 56,1% hi vivien parelles casades, en un 10,6% dones solteres, i en un 28,8% no eren unitats familiars. En el 28,8% dels habitatges hi vivien persones soles el 15,2% de les quals corresponia a persones de 65 anys o més que vivien soles. El nombre mitjà de persones vivint en cada habitatge era de 2,35 i el nombre mitjà de persones que vivien en cada família era de 2,79.
Per edats la població es repartia de la següent manera: un 22,6% tenia menys de 18 anys, un 3,2% entre 18 i 24, un 27,1% entre 25 i 44, un 23,9% de 45 a 60 i un 23,2% 65 anys o més.
L'edat mediana era de 43 anys. Per cada 100 dones de 18 o més anys hi havia 84,6 homes.
La renda mediana per habitatge era de 34.792 $ i la renda mediana per família de 36.875 $. Els homes tenien una renda mediana de 30.625 $ mentre que les dones 17.361 $. La renda per capita de la població era de 14.880 $. Entorn del 2,6% de les famílies i el 3,8% de la població estaven per davall del llindar de pobresa.

## Poblacions més properes
El següent diagrama mostra les poblacions més properes.